# Sapiehapaleis

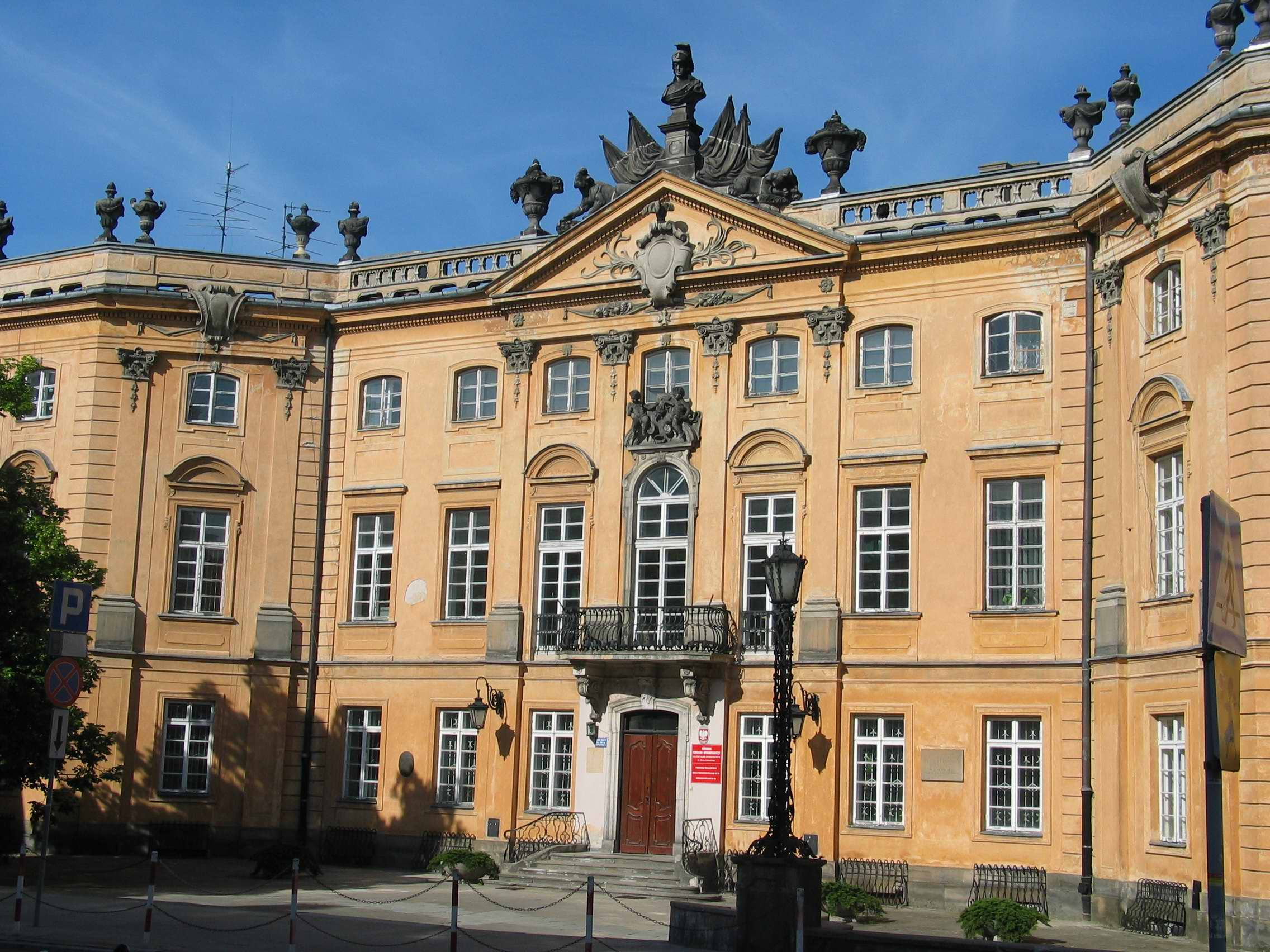
Sapiehapaleis

Sapiehapaleis (Pools: Pałac Sapiehów) is een paleis dat gelegen is in de Poolse hoofdstad Warschau.
Het paleis werd tussen 1731 en 1746 in opdracht van Jan Fryderyk Sapieha gebouwd in barokke stijl volgens de plannen van architect Jan Zygmunt Deybel. Er werden later twee vleugels aangebouwd en ook de weelderige rococo-decoratie en de ambitieuze gevelbekroning.
Van 1818 tot 1820 werd het herbouwd voor legerdoeleinden tot de Koszary sapieżyńskie-kazerne. Tijdens de Opstand van november 1830 diende het als kazerne voor het Poolse 4de Infanterieregiment (Czwartacy). Het werd tijdens de Opstand van Warschau in 1944 verwoest door Duitse troepen. Het paleis werd tussen 1950 en 1955 door Marię Zachwatowiczową herbouwd.